# Eudonia commortalis
Eudonia commortalis là một loài bướm đêm trong họ Crambidae.